# Jaume Arnella i París
Jaume Arnella i París (Barcelona, 5 de maig de 1943) és un cantant i folklorista català. Ha estat cofundador del Grup de Folk, del segell discogràfic Als Quatre Vents i del festival Tradicionàrius, entre altres projectes musicals. Al llarg dels anys s'ha especialitzat en la composició de romanços, unes cançons que tracten temes específics a voluntat o per encàrrec i que durant molts anys va realitzar per al programa de ràdio La primera pedra. Té 40 discos publicats, a més de nombroses col·laboracions.

## Biografia
Entre 1967 i 1968 fou un dels membres fundadors del Grup de Folk, participant en els dos àlbums d'aquest col·lectiu, Festival Folk i Folk 2. També en aquella època edità els seus primers discos amb temes populars i composicions pròpies, algunes sobre textos de Joan Soler i Amigó. El 1969 publicà «Les rondes de vi» i «La timba de les cartes», dues cançons que aviat esdevindrien tradicionals pel seu ús ciutadà. El 1968, dissolt el Grup de Folk, fundà el grup Els Sapastres, amb el qual enregistrà dos discos: Canciones del amor prohibido i Els timbalers.
També els anys 1970 i 1971 publica els àlbums Negro Spirituals I/II amb la Coral Sant Jordi. A partir del 1973 actuà en solitari, sovint acompanyat pel músic Rafel Sala, amb qui va fer la primera actuació junts el 1976 per la Marxa de la Llibertat, i amb composicions pròpies que veurien la llum el 1976 en el disc Potser ja és ara l'hora que comptà amb la col·laboració de la Companyia Elèctrica Dharma. El mateix any, amb Rafel Sala i el cantant del grup Esquirols, Joan Crosas, enregistrà Cançons de vi i de taverna, amb temes populars i de nova creació. A partir del 1976 també esdevé coeditor de la revista Gralla, publicació que té com a objectiu la recuperació dels instruments tradicionals catalans. De fet, juntament amb Francesca Roig confecciona un mètode de gralla, publicat periòdicament en aquesta revista.
També és fundador de la cobla Cotó-fluix, que serà origen de l'Orquestrina Galana, amb la què publicà quatre àlbums: Orquestrina Galana (1982), Ball amable (1983), Canvi de parella (1984) i No trencaràs el son dels càtars (1986). A partir del 1987, es dedicà a cantar romanços populars i edità Carregat de romanços (1990).
Jaume Arnella ha col·laborat en totes les edicions del festival Tradicionàrius i rebé el Premi Nacional de la Música el 1991 que atorga la Generalitat de Catalunya en la categoria de «Cançó tradicional». Durant la dècada del 1990 escrigué i enregistrà textos per a la Suite de la Pobla de Segur de l'Orquestra Simfònica de la Canya. L'any 1994 participà en el disc col·lectiu Fum de Celtas, sorgit amb la idea de reivindicar lúdicament el desaparegut cigarret Celtas curt, i publicà Eròtica monàstica amb textos de Joan Soler i Amigó basats en un cançoner amorós, Carmina Riuipullensia, trobat en el monestir de Santa Maria de Ripoll.
L'any 1997, presentà La raó del desig amb musicacions de poemes de Jacint Verdaguer, Joan Maragall, Francesc Parcerisas, Gabriel Ferrater, Salvador Oliva, Salvador Espriu, Carles Riba, Miquel Martí i Pol i Josep Maria de Sagarra. El 1999 publicà Les cançons del pont de les formigues, una selecció de cançons d'entre les més de tres-centes que el cantant va anar triant o escrivint per al programa de Catalunya Ràdio, dirigit i presentat per Jordi Margarit.
El 2001 rebé la Creu de Sant Jordi i el 2003 el Premi d'Actuació Cívica de la Fundació Lluís Carulla. L'any 2014 rebé el Premi Memorial Lluís Companys i enregistrà el disc Les sabates d'en Jaume, basat en poemes de Josep Gual. L'any 2018 publicà ...I que canten primavera, un recull de cançons pròpies i poemes musicats, acompanyat pel cor Sarabanda de la Garriga.
Amb motiu del seu vuitantè aniversari, el periodista Ferran Riera n'escrigué la biografia Artesà de cançons (Edicions Sidillà, 2023).

## Discografia
1. Yukaidí 1 i 2 - 1967
2. Festival Folk - 1967
3. Folk 2 1968
4. Un home mor en mi - 1968
5. Lloem Déu - 1968
6. És ara amics, és ara - 1968
7. Les rondes del vi - 1969
8. Amor prohibido (amb Els Sapastres) - 1969
9. Nyigo-nyago - 1970
10. Negro Spirituals 1 (amb la Coral Sant Jordi) - 1970
11. Negro Spirituals 2 (amb la Coral Sant Jordi) - 1971
12. Els timbalers (amb Els Sapastres) - 1971
13. Ronda de Cançons - 1972
14. Vetlles al voltant del foc - 1974
15. Potser ja és ara l'hora - 1976
16. Cançons de vi i de taverna - 1976
17. Orquestrina Galana - 1982
18. Orquestrina Galana. Ball amable - 1983
19. Orquestrina Galana. Canvi de parella - 1984
20. Orquestrina Galana. No trencaràs el son dels càtars - 1986
21. Carregat de romanços - 1987
22. Fum de Celtas - 1990
23. Suite de la Pobla de Segur - 1992
24. Romanço del Toc d'Inici - 1993
25. Eròtica Monàstica - 1995
26. La raó al desig - 1997
27. Les cançons del Pont de les Formigues - 1999
28. Cançons de taverna - 2000
29. Les cançons de Beget - 2001
30. Els temps encara estan canviant (Grup de Folk) - 2001
31. Cançons i Balades. Mn. Cinto Verdaguer - 2002
32. Els temps encara estan canviant (Grup de Folk 2) - 2003
33. Cap i cua - 2005
34. Balades i testament. François Villon - 2007
35. Que fas polissó? (Grup de Folk 3. Xesco) - 2007
36. Llibre de la saviesa. Estellés - 2011
37. Les sabates d'en Jaume - 2014
38. Cançons aspres i de mala petja - 2017[8]
39. ...I que canten primavera - 2018
40. Com t'ho diria: cançons de confinament - 2020[9][10]
41. 40 i 40 i besa el cul de la geganta - 2023[11]